# Municipio de Douglas (condado de Union)
El municipio de Douglas (en inglés: Douglas Township) es un municipio ubicado en el condado de Union en el estado estadounidense de Iowa. En el año 2010 tenía una población de 654 habitantes y una densidad poblacional de 7,81 personas por km².

## Geografía
El municipio de Douglas se encuentra ubicado en las coordenadas 41°1′9″N 94°25′12″O / 41.01917, -94.42000. Según la Oficina del Censo de los Estados Unidos, el municipio tiene una superficie total de 83.7 km², de la cual 83,06 km² corresponden a tierra firme y (0,76 %) 0,64 km² es agua.

## Demografía
Según el censo de 2010, había 654 personas residiendo en el municipio de Douglas. La densidad de población era de 7,81 hab./km². De los 654 habitantes, el municipio de Douglas estaba compuesto por el 98,01 % blancos, el 0,61 % eran afroamericanos, el 0,61 % eran asiáticos, el 0,61 % eran de otras razas y el 0,15 % eran de una mezcla de razas. Del total de la población el 1,83 % eran hispanos o latinos de cualquier raza.